# Домингес, Алексей
Алексей Домингес Фигероа (исп. Alexéi Domínguez Figueroa; род. 3 января 2005, Apatzingán de la Constitución, Мичоакан) — мексиканский футболист, полузащитник клуба «Пачука».

## Клубная карьера
Домингес — воспитанник клуба «Пачука». 24 сентября 2023 года в матче против «Гвадалахары» он дебютировал в мексиканской Примере.

## Международная карьера
В 2024 году в составе молодёжной сборной Мексики Домингес выиграл домашний молодёжный Кубок КОНКАКАФ. На турнире он сыграл в матчах против команд Гаити, Гватемалы, Панамы и Коста-Рики. В поединке против гватемальцев он забил гол.

## Достижения
Международные
 Мексика (до 20)
- Победитель молодёжного чемпионата КОНКАКАФ — 2024